# Les Trois Cartes
Renouveau
Les Trois Cartes (titre original : The Drawing of the Three) est un roman de Stephen King publié aux États-Unis en 1987, traduit en français par Gérard Lebec en 1991. Il s'agit du deuxième volume de la série La Tour sombre et la suite directe du Pistolero.

## Résumé
Roland, après avoir finalement rattrapé l'homme en noir, se retrouve sur une plage peuplée de monstres semblables à des homards géants. Roland parvient à tuer la première créature qui l'attaque, mais celle-ci lui a auparavant dévoré deux doigts de la main droite. Il ne pourra donc plus utiliser qu'un seul pistolet et sa blessure est infectée par le venin du monstre. Malade, il parvient néanmoins à cheminer le long de la plage jusqu'à ce qu'il découvre une porte, nommée le Prisonnier, donnant sur New York en 1987. En la franchissant, Roland se retrouve dans la tête d'Eddie Dean, un toxicomane qui est en train de passer de la drogue en avion. Roland l'aide à se tirer d'affaire avec la douane puis avec la Mafia avant de l'amener avec lui dans sa quête de la Tour sombre. 
Ensemble, ils parviennent tant bien que mal, les deux hommes souffrant de leurs propres maux, à une deuxième porte, nommée La Dame d'ombres, donnant sur 1964 et derrière laquelle se trouve Odetta Holmes. Cette riche héritière noire militante pour les droits civiques (dont les jambes furent amputées à hauteur des genoux après qu'elle a été poussée sous un métro) souffre d'un trouble dissociatif de l'identité : elle est habitée par un double violent, Detta Walker, dont elle n'a pas conscience. Roland, sentant ce conflit, ne s'attarde pas et la ramène illico avec eux.
Roland, de plus en plus malade, et Eddie doivent alors composer avec la personnalité de Detta, aussi malveillante qu'Odetta est douce. Eddie tombe d'ailleurs amoureux de cette dernière. Ils arrivent jusqu'à une troisième porte, nommée Le Pousseur, qui donne sur 1977. Derrière, Roland ne trouve pas un nouveau compagnon, mais un adversaire nommé Jack Mort. Mort est responsable du traumatisme qui a créé Detta Walker, ainsi que de la perte de ses jambes. Il est aussi responsable de la première mort de Jake Chambers dans Le Pistolero. Prenant le contrôle du corps de Mort, Roland braque une pharmacie pour avoir les médicaments qui stopperont son infection et, après une poursuite avec la police, force Mort à se jeter sous le métro. Il repasse la porte à ce moment-là, surprenant Detta au moment où elle s'apprête à tuer Eddie. Ce que voit Detta quand Roland ouvre la porte provoque chez elle une fusion de ses deux personnalités qui conduisent à la création d'une troisième, Susannah.

## Analyse
Les Trois Cartes est plus proche du ton, des personnages et des thèmes habituels de Stephen King que Le Pistolero. Moins épique, il explore les liens entre le monde de Roland de Gilead et le nôtre, cette notion d'univers parallèles étant encore approfondie dans Terres perdues. Roland y récupère des compagnons de quête qui vont lui permettre de développer un autre aspect de sa fonction de pistolero, celui d'enseignant. Les trois cartes tirées par Roland représentent « la corruption physique, la fragmentation psychique et la violence gratuite ».
Eddie Dean, le Prisonnier, dépend physiquement de l'héroïne et psychologiquement de l'amour de son frère ; son infection renvoie à celle dont est victime Roland, qui lui apporte une « promesse de guérison ». King traite à travers ce premier tirage des « ravages de la drogue » et de l'absence de qualités morales dans le New York des années 1980.
Odetta Holmes / Detta Walker, la Dame d'ombres, deuxième tirage de Roland, est « une parfaite schizophrène qui vit dans l'ombre de sa propre vie, chacune de ses personnalités ignorant totalement la présence de l'autre » et King place son histoire dans « l'une des périodes les plus schizophrènes de l'histoire américaine », poussant le lecteur à réfléchir sur la lutte pour les droits civiques des noirs dans les années 1960 sans pour autant verser dans le pamphlet. Odetta / Detta est aussi malade que Roland et Eddie mais sa maladie est « psychologique, spirituelle et émotionnelle ».
Quant à Jack Mort, le Pousseur, qui tue pour son propre plaisir, il représente la mort, comme son nom l'indique, et « seule la mort peut aider Roland à relier les fragments d'Odetta et de Detta » et lui permettre ainsi de continuer sa quête. Jack Mort choisit ses victimes au hasard, en contradiction avec ses actions parfaitement planifiées et avec l'identité de deux de ses proies, étroitement liées à la quête de la Tour sombre. Sa disparition permet « la rédemption d'Odetta/Detta et la réunion des trois cartes ».